# Maria Luisa Caroni
Maria Luisa Caroni (* 22. Juli 1943 in Locarno) ist eine Schweizer Diplomatin. Sie war von November 1994 bis Mai 1999 Schweizer Botschafterin in Colombo und von Mai 1999 bis August 2003 Schweizer Botschafterin in Athen. 

## Werdegang
Maria Luisa Caroni trat 1971 in den diplomatischen Dienst im Eidgenössischen Departement für auswärtige Angelegenheiten (EDA) ein. Zunächst war sie Stagiaire in Bern und Mexico.  
1973 kehrte sie nach Bern zurück, wo sie bis 1974 als diplomatische Mitarbeiterin tätig war. Von 1974 bis 1978 war sie Botschaftssekretärin auf der Schweizer Botschaft in Buenos Aires und von 1978 bis 1981 Botschaftssekretärin in Tel-Aviv. Ab 1981 wurde sie zunächst als diplomatische Mitarbeiterin und danach als stellvertretende Chefin im Informationsdienst des EDA eingesetzt. 1984 wurde sie als Botschaftsrätin nach Abidjan versetzt, von wo 1987 die Versetzung nach Mexiko und 1991 die Versetzung nach Rom erfolgte.
Ihren ersten Einsatz als Botschafterin hatte Maria Luisa Caroni von 1994 bis 1999 als Schweizer Botschafterin in Colombo. Als nächste Station erfolgte 1999 die Versetzung nach Athen, wo 2003 Pierre Monod ihre Nachfolge als Botschafter antrat. Maria Luisa Caroni trat 2003 in den Ruhestand.